# Casa Cornelius Van Wyck
La Casa Cornelius Van Wyck es una casa colonial holandesa del siglo XVIII ubicada en la costa de Little Neck Bay en la sección Douglaston de Queens en la ciudad de Nueva York (Estados Unidos). Esta casa tiene vista a Little Neck Bay y es bien conocida tanto por su antigüedad como por su arquitectura, y especialmente por sus dueños originales. Fue designado como un hito por la Comisión de Preservación de Monumentos Históricos de la Ciudad de Nueva York en 1966 y se agregó al Registro Nacional de Lugares Históricos en 1983. La Casa Cornelius Van Wyck se considera el "remanente arquitectónico más impresionante de la cultura holandesa temprana" en Nueva York.

## Historia
La historia de la finca Cornelius Van Wyck es anterior a la construcción de la casa Van Wyck. El padre de Cornelius Van Wyck, Johannes Van Wyck, compró 50,5 ha de tierra de Richard y Sarah Cornell. Esta propiedad fue heredada por Cornelius cuando su padre murió en 1734.
La casa fue construida originalmente en 1735 por Cornelius Van Wyck, un estadounidense de tercera generación. Cornelius y su esposa Mary Hicks ampliaron su granja original y vivieron en la casa hasta su muerte. A su muerte, la casa pasó a su hijo Stephen Van Wyck, quien construyó adiciones. Sin embargo, Stephen, el mayor de los 3 hijos de Cornelius, no mostró interés en la agricultura; por lo tanto, vendió su parte de la herencia a su primo Cornelius, quien fue el último Van Wyck en vivir en la casa.
En 1819, la posesión de la casa dejó a la familia Van Wyck cuando se vendió a Winant Van Zandt. Van Zandt, que era rico, había comprado 48,5 ha de tierra contigua al norte (conocida como el área "Point" de Douglas Manor). En 1819, Van Zandt construyó una gran mansión en Point. Tras la muerte de George Van Zandt, su hijo William heredó la propiedad. Durante los años de tenencia en los que la familia Douglas era propietaria de Cornelius Van Wyck House, la propiedad se usaba como casa de huéspedes y, a veces, se alquilaba a amigos.
La Cornelius Van Wyck House original, según un artículo de noticias, se convirtió en una "puerta de entrada" y conducía a la mansión más grande, que más tarde se convirtió en The Douglaston Club. William Douglas vendió todo el terreno en 1906 al Douglaston Club. Edward Wicht compró la casa más pequeña en 1915; Wicht restauró la estructura a su estado original y la amuebló de acuerdo con el diseño y la arquitectura de la estructura anterior. Cuando Wicht murió en 1936, el matrimonio Larsen compró la casa. La señora Larsen mostró interés en la historia de la hacienda. Esta familia también trabajó para mantener la casa y amueblarla tal como fue diseñada y construida originalmente.

## Descripción
Según la Comisión de Preservación de Monumentos, la Casa Cornelius Van Wyck fue descrita como una "pintoresca casa colonial holandesa del siglo XVIII", que incluía tejas talladas a mano y un techo tipo caja de sal. El paisaje en el que se sitúa la casa conduce a través de un jardín a una playa de arena. El comedor, el dormitorio principal y la sala de estar contienen magníficas vigas de roble. La sala de estar actual y el dormitorio de la planta baja contienen hermosas repisas de chimenea georgianas.
La Casa Van Wyck, según el artículo "Historia de la Casa Van Wyck resumida para Museum Group", se describe de manera muy singular. C. Turner Richardson describió la historia y el significado de esta casa a 60 miembros del Grupo de Museos del Club de Mujeres de Douglaston durante una reunión en la misma casa en 1950. Para 1770, se había ampliado para agregar más habitaciones, y en 1930 se expandió nuevamente para incluir espacio para una nueva cocina. 
Es una estructura de 2 pisos con cinco dormitorios y un baño en el primer piso y tres dormitorios y dos baños en el segundo piso. Las características arquitectónicas notables de la casa incluyen su techo de caja de sal, vigas de roble y tejas de madera. Es una de las últimas casas coloniales holandesas que quedan en la ciudad de Nueva York.